# ناتساغين باجاباندي
ناتساغين باجاباندى (بالمنغولية: Нацагийн Багабанди)‏ (و. 1950 – م) هو سياسي من منغوليا .
تولى منصب رئيس منغوليا (1997-06-20–2005-06-24) .

## روابط خارجية
- ناتساغين باجاباندي على موقع أوليمبيديا (الإنجليزية)